# Gran Premio del Sudafrica 1968
Il Gran Premio del Sudafrica 1968 fu una gara di Formula 1, disputatasi il 1º gennaio 1968 sul Circuito di Kyalami. Fu la prima prova del mondiale 1968 e vide il trionfo di Jim Clark su Lotus-Ford, seguito da Graham Hill e da Jochen Rindt. 
Si tratta dell'ultima apparizione, e di conseguenza dell'ultima vittoria in carriera, anche della sua 33ª e ultima pole position in carriera e il suo 32º e ultimo podio in carriera, di Jim Clark in Formula 1, che morì tre mesi dopo (all'epoca, dopo l'appuntamento inaugurale in Sudafrica, il campionato seguiva una pausa di quattro mesi) durante una gara di Formula 2, sul circuito di Hockenheim. 

## Qualifiche
| Pos | N. | Pilota               | Costruttore/Motore | Scuderia                              | Tempo  | Distacco |
| --- | -- | -------------------- | ------------------ | ------------------------------------- | ------ | -------- |
| 1   | 4  | Jim Clark            | Lotus-Ford         | Team Lotus                            | 1:21.6 | -        |
| 2   | 5  | Graham Hill          | Lotus-Ford         | Team Lotus                            | 1:22.6 | +1.0     |
| 3   | 16 | Jackie Stewart       | Matra-Ford         | Matra International                   | 1:22.7 | +1.1     |
| 4   | 3  | Jochen Rindt         | Brabham-Repco      | Brabham Racing Organisation           | 1:23.0 | +1.4     |
| 5   | 2  | Jack Brabham         | Brabham-Repco      | Brabham Racing Organisation           | 1:23.2 | +1.6     |
| 6   | 7  | John Surtees         | Honda              | Honda Racing                          | 1:23.5 | +1.9     |
| 7   | 10 | Andrea De Adamich    | Ferrari            | Scuderia Ferrari SpA SEFAC            | 1:23.6 | +2.0     |
| 8   | 8  | Chris Amon           | Ferrari            | Scuderia Ferrari SpA SEFAC            | 1:23.8 | +2.2     |
| 9   | 1  | Denny Hulme          | McLaren-BRM        | Bruce McLaren Motor Racing            | 1'24.0 | +2.4     |
| 10  | 11 | Pedro Rodríguez      | BRM                | Owen Racing Organisation              | 1:24.9 | +3.3     |
| 11  | 9  | Jacky Ickx           | Ferrari            | Scuderia Ferrari SpA SEFAC            | 1:24.9 | +3.3     |
| 12  | 6  | Dan Gurney           | Eagle-Weslake      | Anglo American Racers                 | 1:25.6 | +4.0     |
| 13  | 12 | Mike Spence          | BRM                | Owen Racing Organisation              | 1:25.9 | +4.3     |
| 14  | 22 | Dave Charlton        | Brabham-Repco      | Scuderia Scribante                    | 1:26.2 | +4.6     |
| 15  | 15 | Ludovico Scarfiotti  | Cooper-Maserati    | Cooper Car Company                    | 1:26.3 | +4.7     |
| 16  | 19 | Jo Siffert           | Cooper-Maserati    | Rob Walker/Jack Durlacher Racing Team | 1:26.4 | +4.8     |
| 17  | 17 | John Love            | Brabham-Repco      | Team Gunston                          | 1:27.0 | +5.4     |
| 18  | 21 | Jean-Pierre Beltoise | Matra-Ford         | Matra Sports                          | 1:27.2 | +5.6     |
| 19  | 20 | Jo Bonnier           | Cooper-Maserati    | Joakim Bonnier Racing Team            | 1:27.3 | +5.7     |
| 20  | 25 | Basil van Rooyen     | Cooper-Climax      | John Love                             | 1:27.8 | +6.2     |
| 21  | 14 | Brian Redman         | Cooper-Maserati    | Cooper Car Company                    | 1:28.0 | +6.4     |
| 22  | 18 | Sam Tingle           | LDS-Repco          | Team Gunston                          | 1:28.6 | +7.0     |
| 23  | 23 | Jackie Pretorius     | Brabham-Climax     | Team Pretoria                         | 1:29.0 | +7.4     |

## Gara
| Pos | N. | Pilota               | Costruttore/Motore | Giri | Tempo/Ritiro     | Griglia | Punti |
| --- | -- | -------------------- | ------------------ | ---- | ---------------- | ------- | ----- |
| 1   | 4  | Jim Clark            | Lotus-Ford         | 80   | 1:53:56.6        | 1       | 9     |
| 2   | 5  | Graham Hill          | Lotus-Ford         | 80   | + 25.3           | 2       | 6     |
| 3   | 3  | Jochen Rindt         | Brabham-Repco      | 80   | + 30.4           | 4       | 4     |
| 4   | 8  | Chris Amon           | Ferrari            | 78   | + 2 Giri         | 8       | 3     |
| 5   | 1  | Denny Hulme          | McLaren-BRM        | 78   | + 2 Giri         | 9       | 2     |
| 6   | 21 | Jean-Pierre Beltoise | Matra-Ford         | 77   | + 3 Giri         | 18      | 1     |
| 7   | 19 | Jo Siffert           | Cooper-Maserati    | 77   | + 3 Giri         | 16      |       |
| 8   | 7  | John Surtees         | Honda              | 75   | + 5 Giri         | 6       |       |
| 9   | 17 | John Love            | Brabham-Repco      | 75   | + 5 Giri         | 17      |       |
| NC  | 23 | Jackie Pretorius     | Brabham-Climax     | 71   | Non classificato | 23      |       |
| Ret | 6  | Dan Gurney           | Eagle-Weslake      | 58   | Perdita olio     | 12      |       |
| Ret | 9  | Jacky Ickx           | Ferrari            | 51   | Perdita olio     | 11      |       |
| Ret | 20 | Jo Bonnier           | Cooper-Maserati    | 46   | Surriscaldamento | 19      |       |
| Ret | 16 | Jackie Stewart       | Matra-Ford         | 43   | Motore           | 3       |       |
| Ret | 18 | Sam Tingle           | LDS-Repco          | 35   | Surriscaldamento | 22      |       |
| Ret | 25 | Basil van Rooyen     | Cooper-Climax      | 22   | Motore           | 20      |       |
| Ret | 11 | Pedro Rodríguez      | BRM                | 20   | Sistema benzina  | 10      |       |
| Ret | 2  | Jack Brabham         | Brabham-Repco      | 16   | Motore           | 5       |       |
| Ret | 10 | Andrea De Adamich    | Ferrari            | 13   | Incidente        | 7       |       |
| Ret | 12 | Mike Spence          | BRM                | 7    | Sistema benzina  | 14      |       |
| Ret | 14 | Brian Redman         | Cooper-Maserati    | 4    | Perdita olio     | 21      |       |
| Ret | 22 | Dave Charlton        | Brabham-Repco      | 3    | Differenziale    | 14      |       |
| Ret | 15 | Ludovico Scarfiotti  | Cooper-Maserati    | 2    | Water Pipe       | 15      |       |

## Statistiche

### Piloti
- 25ª e ultima vittoria per Jim Clark (nuovo record)
- 33ª e ultima pole position per Jim Clark
- 32º e ultimo podio per Jim Clark
- 28º e ultimo giro più veloce per Jim Clark
- 1º Gran Premio per Andrea De Adamich e Basil van Rooyen
- Ultimo Gran Premio per Jim Clark e Mike Spence

### Costruttori
- 30° vittoria per la Lotus
- 40° podio per la Brabham
- Ultimo Gran Premio per la LDS

### Motori
- 5ª vittoria per il motore Ford Cosworth
- 10° podio per il motore Ford Cosworth

### Giri al comando
- Jackie Stewart (1)
- Jim Clark (2-80)

## Classifiche Mondiali

### Piloti
| Pos | Pilota               | Punti |
| --- | -------------------- | ----- |
| 1   | Jim Clark            | 9     |
| 2   | Graham Hill          | 6     |
| 3   | Jochen Rindt         | 4     |
| 4   | Chris Amon           | 3     |
| 5   | Denny Hulme          | 2     |
| 6   | Jean-Pierre Beltoise | 1     |

### Costruttori
| Pos | Team          | Punti |
| --- | ------------- | ----- |
| 1   | Lotus-Ford    | 9     |
| 2   | Brabham-Repco | 4     |
| 3   | Ferrari       | 3     |
| 4   | McLaren-BRM   | 2     |
| 5   | Matra-Ford    | 1     |